# Ulična košarka
Ulična košarka je vrsta košarke, ki se igra na prostem ali v grobem prevodu na ulici. To je zelo podobno košarki, vendar so pravila prirejena. Posebej razvita je v Združenih državah Amerike, kjer je del vsakdanjega življenja in se vzporedno razvija z ligo NBA. Vsi poznamo Allena Iversona, ki je zaradi ulične košarke uspel v ligi NBA . 

## Uradna pravila
Ulična košarka je igra dveh ekip v katerih sodelujejo po trije igralci, ki igrajo na en koš. Cilj vsake ekipe je vreči žogo v nasprotnikov koš in preprečiti nasprotni ekipi, da bi osvojila žogo in dosegla koš. Igra ni časovno omejena, zmagovalec tekme pa je tista ekipa, ki prva doseže rezultat 11:0 (avtomat), oziroma doseže 15 točk ali več pod pogojem, da prednost pred nasprotno ekipo znaša vsaj 2 točki. Zadetek je dosežen, ko gre žoga v koš od zgoraj in ostane v njem ali pa pade skozenj. Zadetek se vpiše ekipi, katere igralec je izvedel uspešen met na koš. Zadetek iz igre je vreden eno točko, razen, če je dosežen izza črte, katera vrednoti met za dve točke (črta oddaljena od koša 6,25m). Po doseženem košu igralec s katerekoli točke za bočno črto vrne žogo v igro (poda svojemu soigralcu in se igra nadaljuje). Po napaki, prekršku ali kakršnokoli drugi zaustavitvi igre igralec vrne žogo na izza mejne črte, ki je najbližje kršitvi oziroma kjer se je igra zaustavila. Igra poteka na zunanjih košarkarskih igriščih, znano pa je, da ima vsako mesto drugačna pravila igre, kot npr. zmaga ekipa katera prva doseže 11 ali pa 21 točk, v nekaterih mestih po doseženem košu žoga pripada nasprotni ekipi, spet nekje drugje ima žogo ista ekipa vse dokler je nasprotnik ne ukrade.

## Košarka 3x3
Marketinška agencija Extrem skupaj z Košarkarsko zvezo Slovenija že od leta 2004 sodelujejo pri organizaciji različnih turnirjev v košarki 3x3, ki se odvijajo v večjih mestih v Sloveniji. Turnirji se organizirajo v Ljubljani, Velenju, Piranu in Kranju ter finalni turnir v Ljubljani. Košarka 3×3 dobiva vse večjo veljavo po celem svetu, saj je trenutno najbolj razširjena organizirana športna panoga, v primerjavi z ostalimi uličnimi športi.

## Pravila košarke 3x3
Pravila se razlikujejo od uradnih pravil ulične košarke, določena so v pravilniku Košarkarske zveze Slovenije. Košarka 3x3 je igra dveh ekip s po tremi igralci (3 na 3) na en koš, za razliko od pravil ulične košarke ima tu vsaka ekipa lahko še po enega igralca za menjavo. Cilj vsake ekipe je vreči žogo v koš in preprečiti nasprotni ekipi, da bi osvojila žogo in dosegla koš. Čas igre je omejen na 10 min igre, lahko pa se igra konča v primeru, da ena od ekip doseže 21 ali 22 točk. Po vročanju žoge napadalcu ima ekipa 12 sekund časa za napad. V primeru neodločenega izida se igrajo podaljški, zmaga tista ekipa, ki prva doseže dve točki. Zadetek iz igre je vreden eno točko, razen, če je dosežen izza črte, katera vrednoti met za dve točke (črta oddaljena od koša 6,75m). Po košu žoga pripada nasprotni ekipi, (čas za napad začne tečt, ko ima igralec žogo v posesti), ki pa jo mora voditi oziroma podati v polje, ki je vrednoteno za 2 točke. Po vsaki napaki se igra nadaljuje ko prvi sodnik vroči žogo igralcu, ki je v obrambi. Obrambni igralec pa jo mora vročiti ali pa podati napadalcu. Igrišče mora biti pravokotno ali kvadratno, z merami 15 x 11 metrov (širina x dolžina), merjeno od notranjih robov mejnih črt. Višina stropa ali najnižje ovire nad igriščem mora biti najmanj 5 metrov. Igralna površina mora biti enakomerno in ustrezno osvetljena, če se tekmovanje odvija v večernih ali nočnih urah ali če je vidljivost zmanjšana. Luči morajo biti nameščena tako, da ne motijo igralcev.